# Denscantia andrei
Denscantia andrei är en måreväxtart som beskrevs av Elsa Leonor Cabral och Nélida María Bacigalupo. Denscantia andrei ingår i släktet Denscantia och familjen måreväxter. Inga underarter finns listade i Catalogue of Life.